# Опір матеріалів
О́пір матеріа́лів — наука про інженерні методи розрахунку на міцність, жорсткість і стійкість елементів конструкцій, машин і споруд. Опір матеріалів належить до фундаментальних дисциплін загальноінженерної підготовки фахівців з вищою технічною освітою.
Це перша дисципліна, що встановлює зв'язок між фундаментальними науковими дисциплінами (фізика, вища математика і теоретична механіка) і прикладними задачами та методами їхнього розв'язку, котрі виникають при проєктуванні машин і механізмів, цивільних і промислових споруд, мостів, ліній електропередач, літальних апаратів і реактивної техніки. Практично всі спеціальні дисципліни підготовки інженерів за різними спеціальностями містять розділи курсу опору матеріалів, оскільки створення працездатної нової техніки неможливе без аналізу і оцінки її міцності, жорсткості і стійкості.

## Завдання дисципліни та об'єкт вивчення

Модель поведінки стрижня (балки) під дією навантаження

Завданням опору матеріалів, як одного з предметів прикладної механіки, що ґрунтується на положеннях механіки деформівного твердого тіла є розрахунок на міцність через визначення деформацій і напружень в твердому пружному тілі, яке піддається силовій або тепловій дії.
Типовими задачами розрахунків на міцність є:
- задача аналізу (перевірка міцності та жорсткості): при заданих навантаженнях визначити напруження і деформації та перевірити, чи не перевищують вони допустимих значень;
- задача синтезу (проєктувальні розрахунки): підбір матеріалів та визначення розмірів елементів конструкцій при заданих навантаженнях;
- розрахунок вантажопідйомності: при заданих параметрах конструкції визначення граничних або руйнівних навантажень.

Це ж завдання серед інших розглядається в курсі теорії пружності. Проте методи розв'язку цієї загальної задачі в цих курсах істотно відрізняються один від одного. Опір матеріалів вирішує її головним чином для бруса (прямого або кривого), базуючись на низці гіпотез геометричного та фізичного характеру. Такий метод дозволяє отримати, хоч і не у всіх випадках достатньо прості, але цілком точні формули для обчислення напружень чи деформацій. Утворення прямого бруса можна уявити собі переміщенням деякої плоскої фігури, наприклад прямокутника уздовж прямої лінії так, що його центр ваги завжди знаходиться на цій лінії, а площина фігури є нормальною до цієї лінії. Сама лінія називається віссю бруса, а плоска фігура — його поперечним перерізом. В опорі матеріалів до брусів можуть бути віднесені такі будівельні конструкції, як багатометрові колони будівель, балки перекриття, пояси, стійки та розкоси ферм, та (для порівняння) голка побутової швейної машини. Брус, утворений переміщенням плоскої фігури вздовж деякої кривої лінії, називається кривим брусом. Вздовж своєї осі брус може мати постійний та змінний переріз. Цегляний або бетонний східчастий стовп буде прикладом бруса змінного перерізу. До кривих брусів належать арки будівель та мостів, гаки, ланки ланцюга тощо.
Тому, об'єктом вивчення в опорі матеріалів є напружено-деформований стан і роботоздатність конструкцій та її елементів, форма яких може бути приведена до форми бруса. Тонкий та довгий брус з прямою віссю прийнято називати залежно від призначення стержнем, стояком чи колоною. Брус, що лежить на опорах, завантажений силами перпендикулярними або похилими до його осі, називається балкою. Балка, що обертається відносно своєї осі і додатково навантажена відносно неї крутним моментом називається валом.
Як правило, саме через оцінний характер результатів, що одержуються за допомогою математичних моделей цієї дисципліни, при проєктуванні реальних виробів всі міцнісні характеристики матеріалів чи розміри конструкцій вибираються з суттєвим запасом (у декілька разів відносно результату, отриманого при розрахунках, але зазвичай не більше, ніж в 9 разів).

## Реальний об'єкт і розрахункова схема
Повне врахування усіх властивостей реального об'єкта при його розрахунку принципово неможливо через нескінченну їхню складність. Тому першим кроком при аналізі роботи конструкції є спрощення задачі. Реальний об'єкт замінюють розрахунковою схемою.
Щоб вибрати розрахункову схему, треба з множини зовнішніх впливів, геометричних особливостей об'єкта і фізичних властивостей матеріалу виділити найсуттєвіші у цьому завданні і відкинути ті, що мало впливають на результат аналізу. Ступінь спрощень залежить від необхідної точності, математичних можливостей, а також від того, яка сторона явища розглядається в задачі.
При виборі розрахункової схеми доводиться ідеалізувати геометричні параметри об'єкта, фізичні властивості матеріалу, зовнішній вплив, опори і в'язі.
Відповідно до наявності основних факторів розрахункової схеми розрізняють три групи схематизації:

### Схематизація геометрії об'єкта
За своєю геометрією усі об'єкти можуть бути віднесені до таких типів:
- брус (стрижень, балка) — елемент конструкції, у якого два поперечних розміри істотно менші за третій (довжину);
- пластина оболонка — елемент конструкції, у якого два розміри істотно більші за третій (товщину);
- тривимірне тіло або масив, у якого усі три розміри порівнянні за величиною.

### Схематизація фізичних властивостей матеріалу
Важливим кроком при виборі розрахункової схеми є опис механічних властивостей матеріалу. Відмова від поняття жорсткого тіла вимагала введення гіпотез, що описують ці властивості. Немає такої фізичної моделі, яка б повністю відображала поведінку усіх матеріалів. Для одних придатні одні допущення, для інших — інші. Проте є деякі загальні гіпотези і принципи, що використовуються в більшості задач опору матеріалів:
1. Гіпотеза про однорідність та ізотропність. Матеріал вважається однорідним та ізотропним, тобто в будь-якому об'ємі та в будь-якому напрямі властивості матеріалу вважаються однаковими. Хоч кристали, з яких складаються метали, анізотропні, проте їхнє хаотичне розташування дає змогу макрооб'єми металів вважати ізотропними. Інколи припущення про ізотропію є неприйнятним, наприклад для деревини, властивості якої вздовж і поперек волокон відрізняються.
2. Гіпотеза про суцільність матеріалу. Припускається, що матеріал суцільно заповнює форму тіла. Атомістична теорія дискретної будови речовини до уваги не береться.
3. Гіпотеза про малість деформацій. Припускається, що деформації малі, порівняно з розмірами тіла. Це дає змогу здебільшого нехтувати змінами в розташуванні зовнішніх сил відносно окремих частин тіла й складати рівняння статики для недеформованого стану тіла. Малі відносні деформації розглядаються як нескінченно малі величини.
4. Гіпотеза про ідеальну пружність матеріалу. Припускається, що всі тіла абсолютно пружні. Відхилення від ідеальної пружності, які завжди спостерігаються для реальних тіл, неістотні і ними нехтують до певних меж деформування. Більшість задач опору матеріалів вирішують у припущенні лінійно деформованого тіла, при якому справедливий закон Гука, що відображає пряму пропорційність між деформаціями та навантаженням.
5. Гіпотеза плоских перерізів (гіпотеза Бернуллі). Поперечні перерізи, що були плоскими і нормальними до осі стержня до прикладання навантаження, залишаються плоскими і нормальними до його осі після деформації.
6. Принцип незалежності й додавання дії сил (принцип суперпозиції). Зусилля в будь-якому елементі конструкції, спричинені різними факторами, дорівнюють сумі зусиль, спричинених кожним із цих факторів, і не залежать від порядку їхнього прикладання. Це справедливо і стосовно деформацій.
7. Принцип Сен-Венана. В перерізах, достатньо віддалених від місць прикладання навантаження, деформація тіла не залежить від конкретного способу навантаження і визначається лише статичним еквівалентом навантаження.

### Схематизація навантажень
В опорі матеріалів розрізняють такі навантаження:
- зосереджена сила;
- зосереджена пара сил;
- розподілене навантаження заданої інтенсивності;
- розподілений момент сили заданої інтенсивності.

## Методи науки
Методи опору матеріалів характеризуються:
- експериментально-теоретичним підходом до вирішення задач;
- застосуванням законів фізики, механіки та математичного апарату;
- широким використанням передумов, що спрощують вирішення задачі, котрі базуються на визначеному переліку гіпотез.

## Види деформацій

Приклад деформації розтягання стержня

Внаслідок дії навантаження або зміни температури реальні тіла деформуються, тобто змінюють свої форму і розміри. При деформуванні тіла його точки переміщаються в просторі відносно свого вихідного положення.
При навантажуванні твердого тіла у ньому виникають внутрішні сили взаємодії між частками, що протидіють зовнішнім силам. Деформації бувають пружні, тобто такі, що зникають після припинення дії сил, які спричинили їх, та пластичні (залишкові), — ті, що не зникають.
При збільшенні навантаження внутрішні сили також зростають, але до певної межі, яка залежить від властивостей матеріалу. Настає момент, колі вже тіло не здатне чинити опір зростанню навантаження. Тоді воно руйнується.
В опорі матеріалів вивчають такі основні види деформацій стрижня: розтягання-стискання, зсув (зріз), кручення та згинання. Розглядаються і складніші види деформацій, що отримуються поєднанням перелічених.

### Деформація розтягання-стискання
Розтягання або стискання виникає тоді, коли до стержня вздовж осі прикладені протилежно спрямовані сили. При цьому відбувається переміщення перерізів вздовж осі стержня, що при розтяганні подовжується, а при стисканні вкорочується. Зміну Δl початкової довжини l називають абсолютним подовженням при розтяганні (абсолютним укороченням при стисканні). Відношення абсолютного подовження (укорочення) Δl до початкової довжини l стержня називають середнім відносним подовженням і, як правило позначають ε
{\displaystyle \epsilon ={\frac {\Delta l}{l}}}
На розтягання або стискання працюють багато елементів конструкцій: стержні ферм, колони, штоки поршневих машин, стяжні гвинти тощо.

### Деформація зсуву (зрізу)

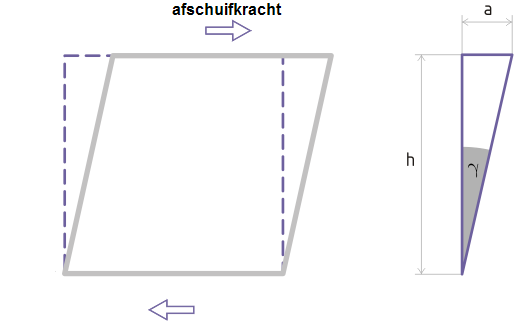
Деформація зсуву

Зсув або зріз виникає тоді коли зовнішні сили зміщують два паралельних плоских перерізи один відносно одного при незмінній відстані між ними. Зміщення а (див. рис.) називають абсолютним зсувом. Відношення абсолютного зсуву до відстані h між площинами, що зміщуються (тангенс кута γ) називають відносним зсувом. Унаслідок малості кута γ при пружних деформаціях його тангенс вважають рівним куту перекосу розглядуваного елемента
{\displaystyle \gamma ={\frac {a}{h}}}
Відносний зсув є кутовою деформацією, яка характеризує перекіс елемента. На зсув та зріз працюють заклепки й болти, що скріплюють елементи, які зовнішні сили намагаються зсунути один відносно одного.

### Деформація кручення

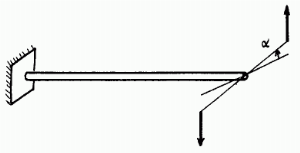
Деформація кручення

Кручення виникає при дії на стержень зовнішніх сил, які утворюють момент відносно осі стержня (див.рис.). Деформація кручення супроводжується поворотом перерізів стержня один відносно одного навколо його осі. Кут повороту одного перерізу стержня відносно іншого, що перебуває на відстані l, називають кутом закручування на довжині l. Відношення кута закручування α до довжини l називають відносним кутом закручування:
{\displaystyle \theta ={\frac {\alpha }{l}}}
На кручення працюють вали, шпинделі верстатів та ін.

### Деформація згинання

Деформація згинання балки

Деформація згинання (див.рис.) полягає у викривленні осі прямого стрижня або в зміні кривизни кривого стрижня. У прямих стержнях переміщення точок δ, які спрямовані перпендикулярно до початкового положення осі, називають прогинами.
На згинання працюють осі залізничних вагонів, ресори, зуби шестерень, балки міжповерхових перекриттів, важелі та ін.

## Напруження

Механічне напруження на елементарній площинці під впливом зовнішніх силових факторів

Напруження або механічне напруження є мірою інтенсивності внутрішніх сил, що виникають у здеформованому під впливом різноманітних факторів тілі. Механічне напруження в точці тіла визначається як вектор внутрішніх сил, що діють на одиницю площі даної елементарної площадки.
При деформуванні твердих тіл через наявність внутрішніх зв'язків у матеріалі виникають внутрішні силові фактори, котрі можна формально охарактеризувати величиною зусилля, що припадає на одиницю площі. Інтенсивність цих внутрішніх сил у певній точці називають механічним напруженням : {\displaystyle \sigma }, яке можна визначити як границю відношення зусилля {\displaystyle \Delta F} до площі {\displaystyle \Delta S}, коли ця площа стягується до крапки.
{\displaystyle \sigma =\lim _{\Delta S\rightarrow 0}{\frac {\Delta F}{\Delta S}}.}
Коли говорити про напруження в точці, слід вказувати його напрям, який у загальному випадку не збігається з напрямком зовнішньої нормалі до площинки. За напрям напруження приймається напрям рівнодійної {\displaystyle \Delta F}. Напруження в точці є величиною векторною.
В загальному випадку вектор напруження T (повне напруження) утворює з площадкою, що розглядається, деякий кут. Якщо розкласти напруження по нормалі (перпендикуляру) до площадки ΔS і по напрямку перерізу, то отримаємо нормальне напруження {\displaystyle \sigma }, що діє перпендикулярно до даного перерізу, та дотичне напруження {\displaystyle \tau }, що діє в площині перерізу. Нормальні напруження (напруження розтягу-стиску) при розтягу як сили, що чинять опір, прагнуть перешкодити віддаленню часток твердого тіла одна від одної, а в разі стиску — наближенню їх. Дотичні напруження також є силами опору та перешкоджають зсуву однієї частини твердого тіла відносно іншої.

## Складний опір
Складний опір — напружений стан, що виникає у стрижні, брусі або іншому пружному тілі під впливом двох або більше найпростіших деформацій: розтягу-стиску і згину, кручення і згину, косого згину тощо.
Випадки складного опору умовно поділяють на два види. До першого виду належать випадки складного опору, при яких у небезпечних точках бруса напружений стан є одноосьовим. У цю групу об'єднують: згин з розтяганням, косий згин, позацентрове розтягнення-стиснення тощо.
До другої групи належать такі випадки складного опору, коли напружений стан є плоским. Наприклад, згин з крученням, розтягнення (стиснення) кручення і т. д. Для цього випадку при оцінюванні напружено-деформованого стану вдаються до застосування теорій міцності.